# سقوط (ترانه ویل.آی.ام)
«سقوط» تک‌آهنگی از هنرمند اهل ایالات متحده آمریکا ویل.آی.ام، مایلی سایرس است که در ۱۶ آوریل ۲۰۱۳ منتشر شد.
این تک‌آهنگ در جدول‌های رده‌بندی جزو ده ترانه اول قرار گرفت.